# Summit County (Ohio)
Summit County ist ein County im US-Bundesstaat Ohio der Vereinigten Staaten. Der Verwaltungssitz (County Seat) ist Akron.

## Geographie
Das County liegt im Nordosten von Ohio, ist im Norden etwa 35 km vom Eriesee, dem südlichsten der 5 Großen Seen, entfernt und hat eine Fläche von 1088 Quadratkilometern, wovon 19 Quadratkilometer Wasserfläche sind. Es grenzt im Uhrzeigersinn an folgende Countys: Cuyahoga County, Portage County, Stark County, Wayne County und Medina County.

## Geschichte
Summit County wurde am 3. März 1840 aus Teilen des Medina-, Portage- und des Stark County gebildet. Benannt wurde es nach dem höchsten Punkt des Ohio-Erie-Kanals.
Im County liegen zwei National Historic Landmarks, das Dr. Robert and Anne Smith House und die Stan Hywet Hall and Gardens. 165 Bauwerke und Stätten des Countys sind im National Register of Historic Places eingetragen (Stand 18. Mai 2018).

## Demografische Daten

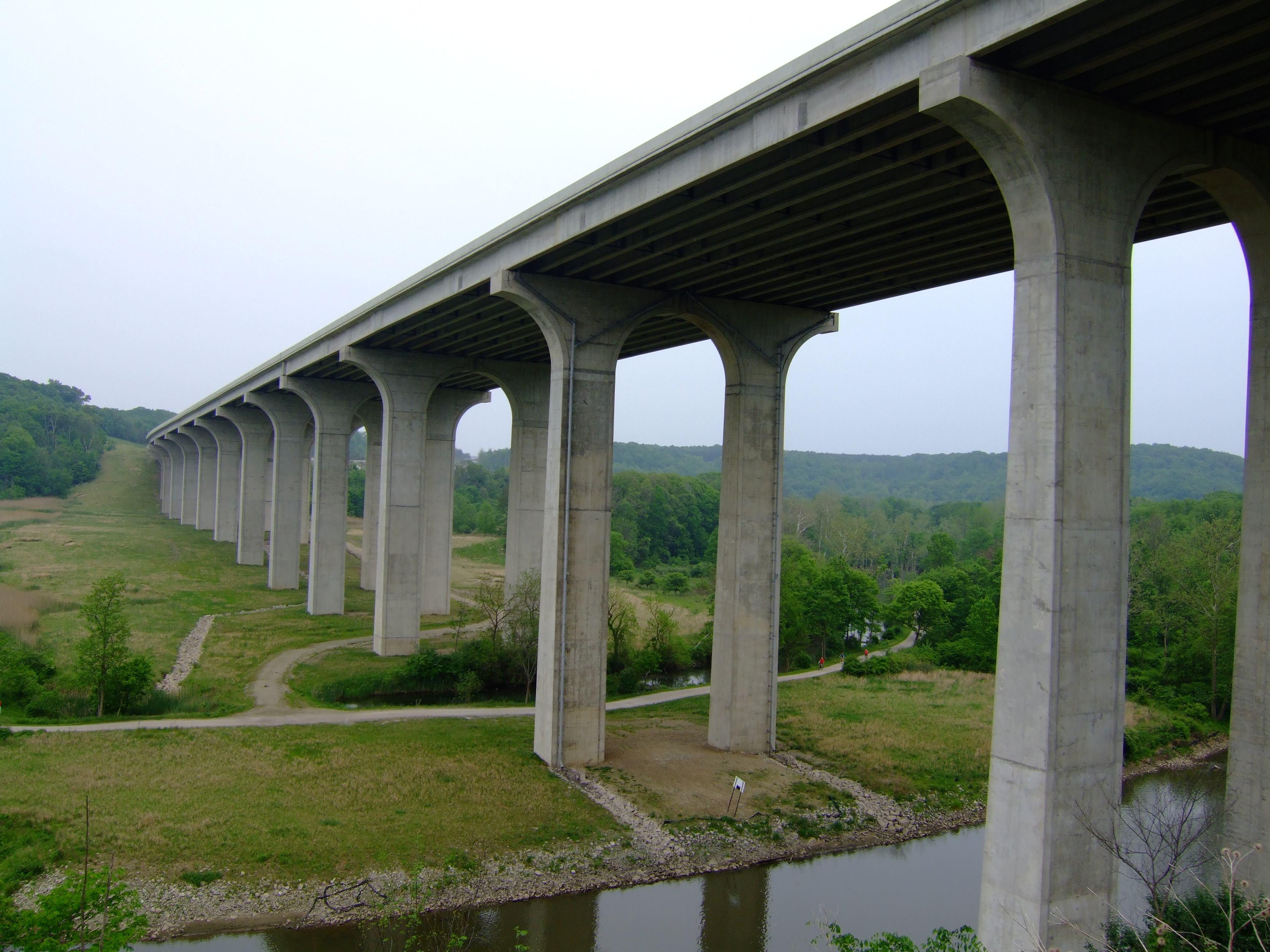
Die Ohio Turnpike Bridge der Interstate 80. über dem Cuyahoga River

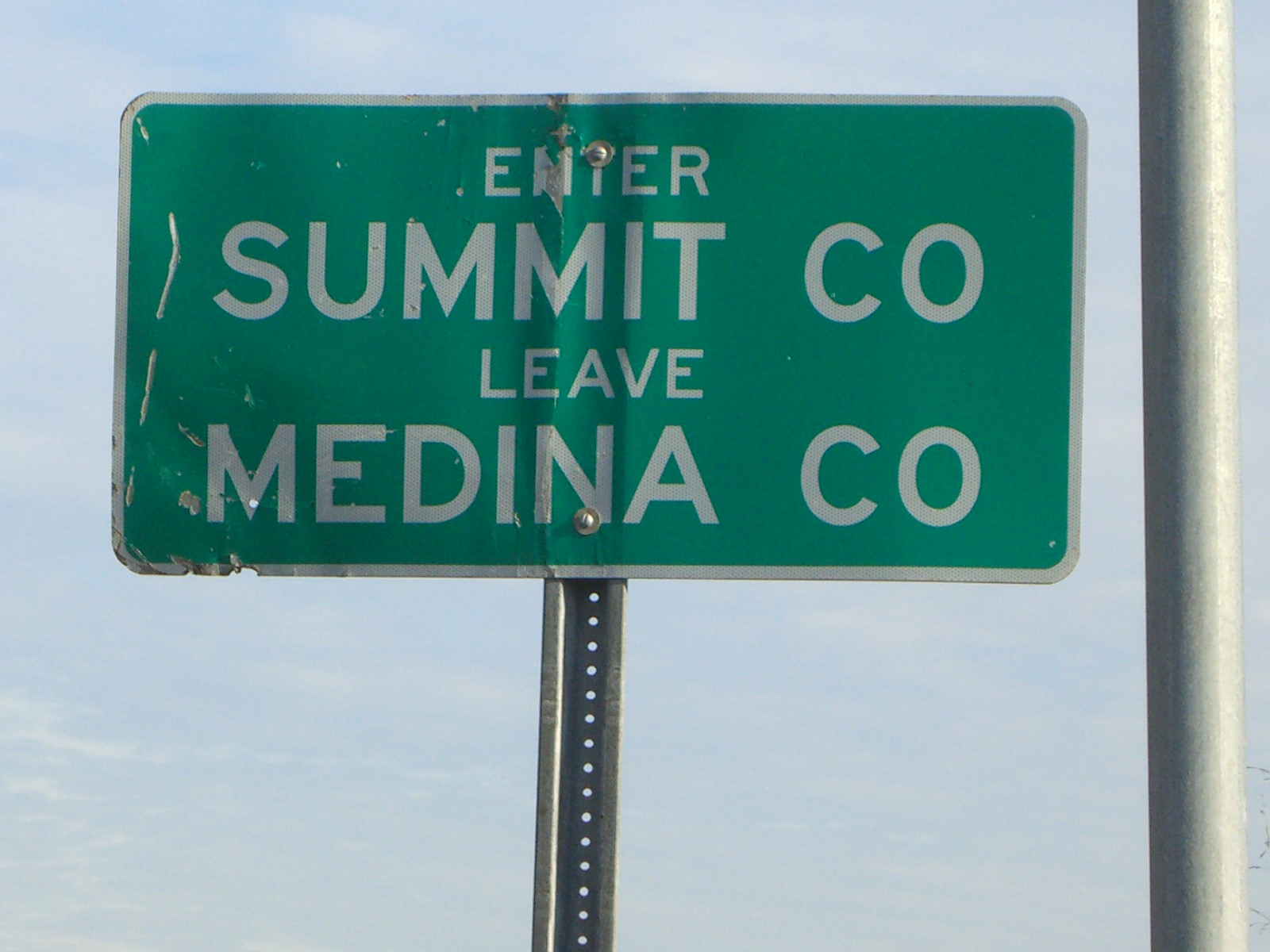
Grenze des Summit Countys zum Medina County

Nach der Volkszählung im Jahr 2000 lebten im Summit County 542.899 Menschen in 217.788 Haushalten und 144.611 Familien. Die Bevölkerungsdichte betrug 508 Einwohner pro Quadratkilometer. Ethnisch betrachtet setzte sich die Bevölkerung zusammen aus 83,50 Prozent Weißen, 13,19 Prozent Afroamerikanern, 0,20 Prozent amerikanischen Ureinwohnern, 1,41 Prozent Asiaten, 0,02 Prozent Bewohnern aus dem pazifischen Inselraum und 0,29 Prozent aus anderen ethnischen Gruppen; 1,39 Prozent stammten von zwei oder mehr Ethnien ab. 0,88 Prozent der Bevölkerung waren spanischer oder lateinamerikanischer Abstammung.
Von den 217.788 Haushalten hatten 30,7 Prozent Kinder und Jugendliche unter 18 Jahre, die bei ihnen lebten. 50,1 Prozent waren verheiratete, zusammenlebende Paare, 12,6 Prozent waren allein erziehende Mütter, 33,6 Prozent waren keine Familien, 28,0 Prozent waren Singlehaushalte und in 10,3 Prozent lebten Menschen im Alter von 65 Jahren oder darüber. Die Durchschnittshaushaltsgröße betrug 2,45 und die durchschnittliche Familiengröße lag bei 3,02 Personen.
Auf das gesamte County bezogen setzte sich die Bevölkerung zusammen aus 25,0 Prozent Einwohnern unter 18 Jahren, 8,2 Prozent zwischen 18 und 24 Jahren, 29,6 Prozent zwischen 25 und 44 Jahren, 23,0 Prozent zwischen 45 und 64 Jahren und 14,1 Prozent waren 65 Jahre alt oder darüber. Das Durchschnittsalter betrug 37 Jahre. Auf 100 weibliche Personen kamen 92,9 männliche Personen. Auf 100 Frauen im Alter von 18 Jahren oder darüber kamen statistisch 89,3 Männer.
Das jährliche Durchschnittseinkommen eines Haushalts betrug 42.304 USD, das Durchschnittseinkommen der Familien betrug 52.200 USD. Männer hatten ein Durchschnittseinkommen von 40.117 USD, Frauen 26.831 USD. Das Prokopfeinkommen betrug 22.842 USD. 7,5 Prozent der Familien und 9,9 Prozent der Bevölkerung lebten unterhalb der Armutsgrenze. Davon waren 14,0 Prozent Kinder oder Jugendliche unter 18 Jahre und 6,8 Prozent waren Menschen über 65 Jahre.

## Ortschaften

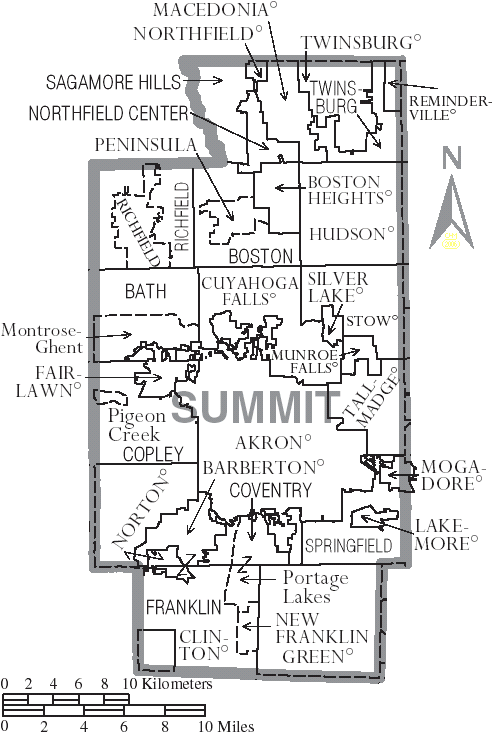
Karte des Summit Countys

### Citys
| - Akron - Barberton - Cuyahoga Falls - Fairlawn - Green | - Hudson - Macedonia - Munroe Falls - New Franklin | - Norton - Stow - Tallmadge - Twinsburg |

### Villages
| - Boston Heights - Clinton - Lakemore - Mogadore - Northfield | - Peninsula - Reminderville - Richfield - Silver Lake |

### Townships
| - Bath - Boston - Copley | - Coventry - Northfield Center - Richfield | - Sagamore Hills - Springfield - Twinsburg |

### Townships außer Funktion
| - Franklin - Green - Hudson - Norton | - Northampton - Portage - Stow |

### Census-Designated Places
- Montrose-Ghent
- Pigeon Creek
- Portage Lakes

### Andere Ortschaften
- Ghent
- Hammond’s Corners
- Montrose